# Viracochapampa
Viracochapampa,,,,, Huiracochapampa, ou Wiracochapampa, est un site archéologique du Pérou situé à 3,5 km au nord de la ville de Huamachuco, dans le district de Huamachuco, province de Sánchez Carrión, département de La Libertad. 
À 3 070 m d'altitude se trouvent les restes d'un complexe de bâtiments, vestiges d'un des centres administratifs de la culture Huari pendant une courte période.

## Étymologie
Viracochapampa est un mot quechua composé de Viracocha, le principal dieu des civilisations de Tiwanaku, Huari et Inca, et de pampa, plaine. C'est-à-dire la « plaine de Viracocha ».
Le nom pourrait également faire référence aux conquistadors espagnols, qui ont été nommés ainsi par les Incas, bien que la théorie d'Ernst Middendorf selon laquelle Viracochapampa ait été construit par les Espagnols a longtemps été rejetée.

## Chronologie
Le site a été occupé à la période appelée « Horizon Moyen » (600 à 900 ap. J.-C.) selon la chronologie établie par Dorothy Menzel, qui prend comme référence la division classique établie par John Howland Rowe (1918-2004), soit aux 7e et 8e siècles de notre ère.

## Histoire
On a longtemps cru que les ruines étaient d'origine inca. Le voyageur français Charles Wiener (1851-1913) a identifié l'un des bâtiments comme le palais du Sapa Inca dans les années 1870, mais a suggéré qu'il pourrait également s'agir d'une acllawasi ou maison des élues.
En 1945, Theodore D. McCown a fait une description détaillée du complexe, qu'il considérait également comme d'origine inca, en le comparant au complexe de Pikillacta, près de Cuzco. Des études ultérieures ont montré que Viracochapampa et Pikillacta sont tous deux d'origine Tiahuanaco-Huari et appartiennent à la période de l'horizon moyen; tous deux étaient des centres administratifs-cultistes Huari qui ont cessé de fonctionner lors de l'effondrement de cet État.
La présence des Huari dans cette région de la Sierra Liberteña obéirait à une stratégie de contrôle de l'accès aux ressources naturelles et aux populations, puisque, en raison de leur position intermédiaire, ils pouvaient contrôler des territoires dans les vallées.
Viracochapampa serait le centre Huari le plus important qui marquait la frontière nord de l'empire Huari, bien qu'il existe d'autres centres entre Huamachuco et Cajamarca mais de moindre ampleur, selon ce qui a été étudié jusqu'à la fin du XXe siècle.
La présence des Huari à Viracochapampa a été intense bien que brève, les experts émettent à ce sujet deux explications possibles :
Soit ils l'ont abandonnée  car ils n'ont pas atteint leurs objectifs de domination dans la région après des affrontements avec les habitants, comme on peut le déduire de l'état de construction inachevé. 
Soit ils auraient été déplacés par la seigneurie de Cajamarca, un État important qui a commencé son expansion et dont l'influence se faisait sentir même sur la côte, à Lambayeque.
Non loin du site se trouvent les vastes constructions de Marcahuamachuco, un autre centre important des Huari qui doit avoir supplanté Viracochapampa. Au XVe siècle, Marcahuamachuco a été conquis par les Incas, qui en ont fait un centre important de leur domination dans la région.
Quand les Espagnols sont arrivés, ils ont trouvé Marcahuamachuco toujours dans toute son ampleur et avec une grande population, mais la fondation espagnole de Huamachuco en 1533 a signifié la fin de son importance.

## Description
Le complexe, de style Huari typique, occupe un quadrilatère de 583 × 566 m et un peu moins de 30 % de cette surface était occupée par des bâtiments à différents stades de construction.
Il comprend huit grands groupes de constructions en pierres brutes jointées avec un mortier d'argile rouge, disposés autour d'une place. Un mur d'enceinte entourait le complexe. Certaines parties des murs s'élèvent à plus de 5 m mais la plupart sont plus bas. 
Cette muraille était constituée de deux murs parallèles, dont l'espace intérieur était remblayé. La partie supérieure comporte des porte-à-faux supposés avoir été utilisés pour soutenir les plafonds.
L'enceinte était partagée du nord au du sud, par une rue en ligne droite de 565 m de long et 5 m de large qui divisait le complexe fortifié d'un bout à l'autre. À l'intérieur de l'enceinte, il y a aussi des vestiges de fossés.
On considère qu'en tant que centre rituel, c'était le siège de la classe gouvernementale et sacerdotale, avec leurs serviteurs ou ouvriers respectifs, ce n'était pas une ville au sens occidental du terme, puisque la majeure partie de la population vivait dans les champs environnants.